# كريزتيان سيلاغ
كريزتيان سيلاغ (بالمجرية: Csillag Krisztián)‏ هو لاعب كرة قدم مجري، ولد في 13 يونيو 1975 في Kazincbarcika ‏ في المجر. شارك مع منتخب المجر تحت 21 سنة لكرة القدم. أما مع النوادي، فقد لعب مع نادي أويبست ونادي بودابست ونادي مول فيدي.

## وصلات خارجية
- كريزتيان سيلاغ على موقع قاعدة بيانات كرة القدم.إي يو (الإنجليزية)